# Kevin Cramer

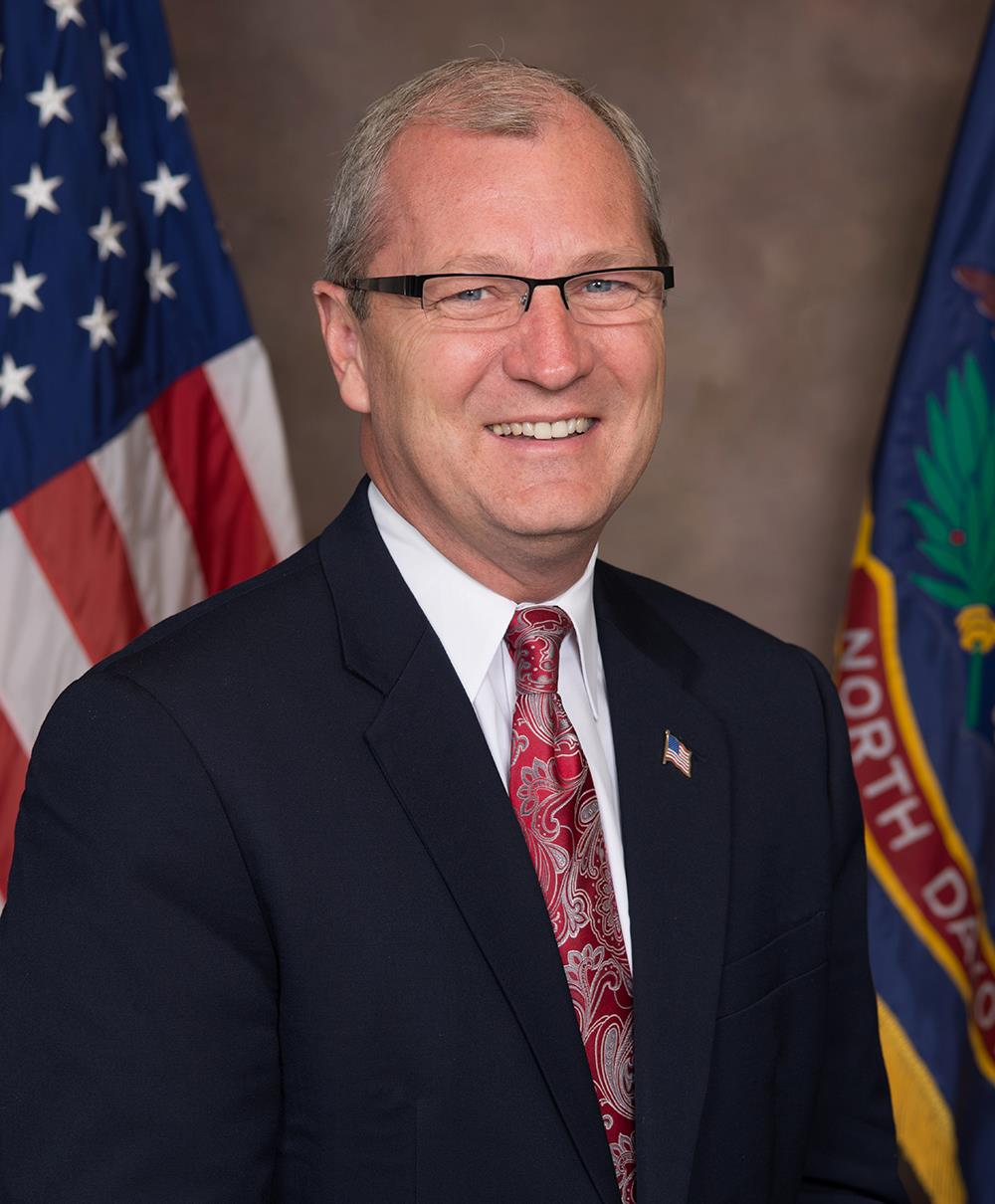
Kevin Cramer (2013)

Kevin Cramer (* 21. Januar 1961 in Rolla, North Dakota) ist ein US-amerikanischer Politiker der Republikanischen Partei. Von 2013 bis 2019 vertrat er den Bundesstaat North Dakota im US-Repräsentantenhaus. Seit dem 3. Januar 2019 gehört er für North Dakota dem US-Senat an.

## Werdegang
Kevin Cramer besuchte die Kindred High School und danach bis 1983 das Concordia College in Moorhead (Minnesota). Anschließend studierte er bis 2003 an der University of Mary in Bismarck. Politisch schloss er sich der Republikanischen Partei an. Von 1991 bis 1993 war er deren Staatsvorsitzender für North Dakota. Zwischen 1993 und 1997 fungierte er als Direktor für Tourismus seines Staates. In den Jahren 1996 und 1998 kandidierte er jeweils erfolglos für das US-Repräsentantenhaus. Von 1997 bis 2000 war er für die Wirtschaftsentwicklung und die Finanzen seines Staates verantwortlich; zwischen 2003 und 2012 war er als  Public Service Commissioner Beauftragter für den öffentlichen Dienst in North Dakota. Im Jahr 2010 scheiterte er in den Vorwahlen seiner Partei, als er deren Nominierung für die anstehenden Kongresswahlen anstrebte.
Bei den Kongresswahlen des Jahres 2012 wurde Cramer dann aber im staatsweiten Wahlbezirk von North Dakota in das US-Repräsentantenhaus in Washington, D.C. gewählt, wo er am 3. Januar 2013 die Nachfolge von Rick Berg antrat, der sich erfolglos um einen Sitz im US-Senat bemühte. Bei der Wahl erreichte er 54 Prozent der Stimmen. Seine demokratische Gegenkandidatin Pam Gulleson kam auf 42 Prozent. Cramer ist bzw. war Mitglied im Ausschuss für natürliche Ressourcen und in drei von dessen Unterausschüssen. Vormals gehörte er auch dem  Ausschuss für Wissenschaft, Raumfahrt und Technologie an. Nach zwei Wiederwahlen in den Jahren 2014 und 2016 lief sein Mandat bis 3. Januar 2019.
Im Februar 2018 gab Cramer bekannt, als republikanischer Kandidat für die Wahl zum Senat der Vereinigten Staaten 2018 anzutreten und deshalb nicht wieder für das Repräsentantenhaus zu kandidieren. Nach seinem Sieg in der parteiinternen Vorwahl traf er bei der Hauptwahl im November 2018 auf die demokratische Mandatsinhaberin Heidi Heitkamp. Politische Beobachter gingen lange von einer völlig offenen Wahl aus, zumal Donald Trump – der Cramers Kandidatur unterstützte – den Bundesstaat 2016 mit deutlich zweistelligem Vorsprung gewonnen hatte. Die mit den Koch-Brüdern verbundene Lobbyorganisation Americans for Prosperity, die als wichtige Spenderin der Republikaner gilt, erklärte Ende Juli 2018, keine Wahlkampfunterstützung für Cramer zu leisten, weil er eine Politik der Ausgabenerhöhungen unterstütze. Im Oktober 2018 lag Cramer gegen Heitkamp in mehreren Umfragen deutlich vorn. Obwohl die Mehrheit der Wähler North Dakotas demnach die Nominierung des konservativen, von Donald Trump vorgeschlagenen Richters Brett Kavanaugh für den Obersten Gerichtshof der Vereinigten Staaten unterstützte, stimmte Heitkamp gegen ihn, woraufhin Cramers Umfragevorsprung sich ausweitete. Er siegte bei der Wahl mit 55,4 zu 44,6 Prozent der Stimmen und wird dem Senat ab dem 3. Januar 2019 angehören.
Cramer ist verheiratet und Vater von fünf Kindern.